# Srednja Kanomlja
Srednja Kanomlja este o localitate din comuna Idrija, Slovenia, cu o populație de 280 de locuitori.